# Panamerikanische Spiele 1963/Boxen
Die 4. Boxwettkämpfe der Herren bei den Panamerikanischen Spielen wurden vom 29. April bis zum 5. Mai 1963 in São Paulo ausgetragen. Es wurden insgesamt 30 Medaillen in 10 Gewichtsklassen vergeben.

## Medaillengewinner
| Klasse                          | Gold                       | Silber                       | Bronze                     |
| ------------------------------- | -------------------------- | ---------------------------- | -------------------------- |
| Fliegengewicht (bis 51 kg)      | Floreal Garcia Uruguay     | Pedro Dias Brasilien         | Robert Carmody USA         |
| Bantamgewicht (bis 54 kg)       | Abel Almaraz Argentinien   | Marcial Gutierrez Panama     | Arthur Jones USA           |
| Federgewicht (bis 57 kg)        | Rosemiro Mateus Brasilien  | Héctor Pace Argentinien      | Charles Brown USA          |
| Leichtgewicht (bis 60 kg)       | Roberto Caminero Kuba      | João da Silva Brasilien      | Barry Foster Jamaika       |
| Halbweltergewicht (bis 63,5 kg) | Adolfo Moreira Argentinien | Orlando Nunes Brasilien      | Quincey Daniels USA        |
| Weltergewicht (bis 67 kg)       | Miguel Villugron Chile     | Rubens Vasconcelos Brasilien | Mario Pereyra Argentinien  |
| Halbmittelgewicht (bis 71 kg)   | Elecio Neves Brasilien     | Manuel Sanchez Peru          | Osvaldo Marino Argentinien |
| Mittelgewicht (bis 75 kg)       | Luis Cesar Brasilien       | Leonardo Alcolea Kuba        | Fidel Odreman Venezuela    |
| Halbschwergewicht (bis 81 kg)   | Fred Lewis USA             | Ronald Holmes Jamaika        | Ruben Alves Brasilien      |
| Schwergewicht (über 81 kg)      | Lee Charr USA              | Jose E. Jorge Brasilien      | Raul Aguilar Uruguay       |

## Medaillenspiegel
| Rang | Land               | Gold | Silber | Bronze | Gesamt |
| ---- | ------------------ | ---- | ------ | ------ | ------ |
| 01   | Brasilien          | 3    | 5      | 1      | 9      |
| 02   | Argentinien        | 2    | 1      | 2      | 5      |
| 03   | Vereinigte Staaten | 2    | –      | 4      | 6      |
| 04   | Kuba               | 1    | 1      | –      | 2      |
| 05   | Uruguay            | 1    | –      | 1      | 2      |
| 06   | Chile              | 1    | –      | –      | 1      |
| 07   | Jamaika            | –    | 1      | 1      | 2      |
| 08   | Panama             | –    | 1      | –      | 1      |
| 08   | Peru               | –    | 1      | –      | 1      |
| 010  | Venezuela          | –    | –      | 1      | 1      |
|      | Total              | 9    | 10     | 10     | 29     |